# Gnathanthidium prionognathum
Gnathanthidium prionognathum är en biart som först beskrevs av Mavromoustakis 1935.  Gnathanthidium prionognathum ingår i släktet Gnathanthidium och familjen buksamlarbin. Inga underarter finns listade i Catalogue of Life.